# Revista de Sabadell
La Revista de Sabadell va ser una publicació d'àmbit local que va néixer el 4 de juny de 1884 i morí el 31 de gener de 1935.

## Origen
Fundada per Manuel Ribot i Serra, la Revista de Sabadell va publicar fins a 14.741 edicions. A la mort de Manuel Ribot i Serra, el 1925, Ramon Torner es convertí en el nou director, i uns anys després ho faria el mossèn Josep Cardona fins a la desaparició del mitjà. L'any que la publicació desaparegué, complia el seu 51è aniversari.

## Format
La Revista de Sabadell va néixer com una publicació bisetmanal, malgrat que anys després es convertiria en diària. Com el definia el seu subtítol, a la revista s'hi recollia notes, peces, articles, generalment de la ciutat de Sabadell. A diferència d'altres homònims de l'època, també s'hi podia trobar altres informacions útils, com ara horaris de tren o autobusos.
Amb format organitzat i esquemàtic, en destaca la gran capçalera, formada per l'escut de la ciutat. La tipografia de branca allargada o les separacions de contingut a través de filets són una mostra dels recursos més utilitzats en els mitjans de l'època.
Fins al 1934 publicà textos en català i castellà. A partir d'aquest any, només en català.
Hi col·laboraren la major part dels escriptors sabadellencs de l'època, com ara Pere Quart.

## Suplements
La Ilustración Sabadellense fou un suplement a la Revista de Sabadell, nascut el setembre de 1884 i dirigit pel mateix Manuel Ribot i Serra. Se'n publicaren onze edicions.